# 넉가래

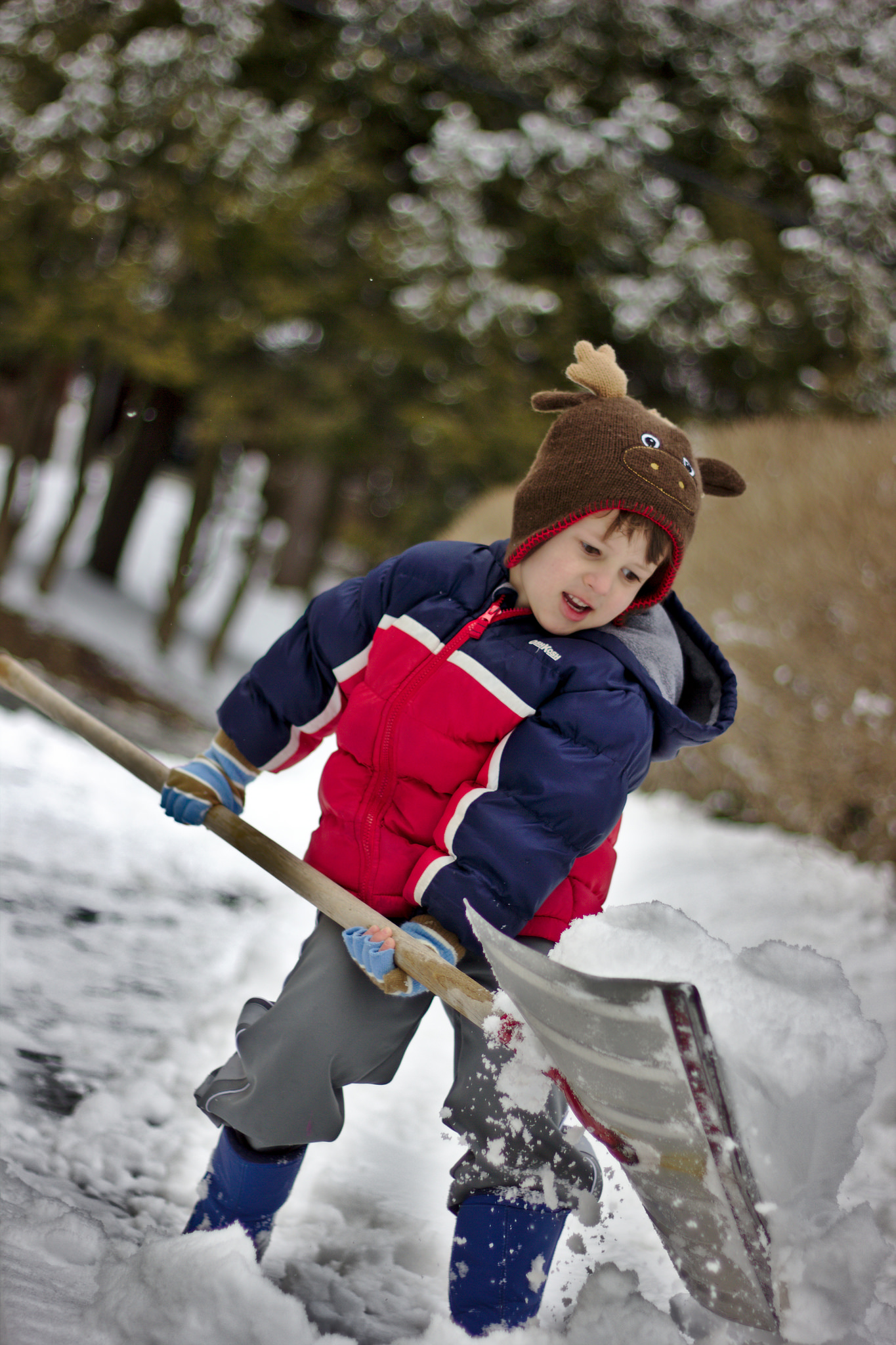
넉가래로 눈을 치우는 아이의 모습

넉가래(snow shovel)는 곡식이나 눈을 밀어서 모으는 연장이다.
눈 치우기에 특화된 삽이다. 넉가래는 여러 가지 디자인으로 제공되며 각 디자인은 눈을 다른 방식으로 옮기도록 설계되었다. 넉갈개로 눈을 치우면 건강 및 부상 위험이 있지만 넉가래를 올바르게 사용하면 상당한 건강상의 이점을 얻을 수도 있다.